# High River
High River è un comune del  Canada, situato nella provincia dell'Alberta, nella divisione No. 6, sorge lungo il corso del fiume Highwood